# Bushmaster BA50
Beim BA50 handelt es sich um ein Repetiergewehr im Kaliber 12,7 × 99 mm NATO. Das Gewehr wurde ursprünglich von Cobb Manufacturing Inc. entwickelt und einige Jahre vertrieben. Am 20. August 2007 übernahm Bushmaster Cobb und verkauft das Gewehr seitdem als Bushmaster BA50.
Das BA50 ist eine Weiterentwicklung des ebenfalls von Cobb stammenden FA50(T). Cobb bot es ab Mai 2005 zivilen Nutzern und Behörden an. Das BA50 ist technisch fast baugleich mit dem FA50(T). Der Unterschied besteht darin, dass das BA50 ein Repetiersystem mit Zylinderverschluss hat, wobei der Kammerstängel – eher untypisch – auf der linken Seite ist. Beim Design wurde das M-16 als Inspiration genommen. So ist das BA50 wie das M-16 zum Reinigen in zwei Teile (Upper-, Lower Receiver) zerlegbar. Beide Teile werden aus jeweils einem Block Aluminium vom Typ T6-6061 gefräst. Das Griffstück (Lower Receiver) hat die größte Ähnlichkeit mit dem M16-System. Feuerwahlschalter (Sicher, Einzelfeuer), Kolben, sowie der Pistolengriff sind baugleich mit dem M16. Auf dem Gehäuse (Upper Receiver) befindet sich eine Picatinny-Schiene zum Anbringen von Zieloptiken. Der Vorderschaft des BA50 besteht aus einem gelochten Rohr, an dem ein Zweibein angebracht werden kann. Der Rückstoßdämpfer besteht aus zwei gleichen Teilen, die von neun Innensechskant-Schrauben zusammengehalten und am Lauf befestigt werden. Alle Aluminiumteile sind mit einer schwarzen Eloxierschicht überzogen.
Beim BA50(T), wobei das (T) für Tactical steht, handelt es sich um ein BA50, das nur leicht verändert wurde. Diese Änderungen beinhalten einen voll einstellbaren Kolben Typ SSR von Command Arms (bei der Version von Cobb), bzw. einem PRS von Magpul (bei der Version von Bushmaster). Der Vorderschaft ist jetzt ebenfalls mit einer Picatinny-Schiene ausgerüstet und verfügt über längliche Bohrungen. Bushmaster verkauft das BA50(T) seit der Übernahme von Cobb als Bushmaster BA50.
Das Bushmaster BA50 Carbine ist eine kürzere Version des BA50(T). Die Gesamtlänge beträgt wegen des 20 Zoll (508 mm) langen Laufs nur 1270 mm. Das Gewicht des BA50 Carbine beträgt ohne Magazin 12,2 kg. Es fehlt auch die beim BA50(T) auf dem Vorderschaft vorhandene Picatinny-Schiene.
Die Herstellung der ursprünglich von Cobb entwickelten Gewehre wurde in das Bushmaster-Werk in Windham (Maine) verlegt.